# Vladimír Knap
Vladimír Knap (20. prosince 1911 – 1991) byl český a československý politik Komunistické strany Československa a poúnorový poslanec Národního shromáždění ČSR.

## Biografie
Vystudoval gymnázium a absolvoval obor čeština–latina na Filozofické fakultě Univerzity Karlovy. Roku 1936 nastoupil jako středoškolský učitel v Hodoníně. V letech 1937–1939 prodělal vojenskou prezenční službi. Od roku 1939 působil jako středoškolský pedagog v Místku. V roce 1941 byl po několik týdnů vězněn v Kounicových kolejích v Brně. Od roku 1944 do roku 1945 pak byl totálně nasazen a pracoval coby stavební dělník v Ostravě.
Za tzv. třetí republiky, v letech 1945 až 1948, byl středoškolským profesorem latiny na reálném gymnáziu v Místku. V roce 1948 se uvádí jako profesor v Místku. Byl tehdy už i politicky aktivní. Členem KSČ se stal roku 1945. V letech 1945–1949 působil jako kulturně-propagační aktivista KSČ a od roku 1949 pracoval na krajském sekretariátu KSČ v Místku.
Po volbách roku 1948 byl zvolen do Národního shromáždění za KSČ ve volebním kraji Ostrava. Mandát nabyl až dodatečně v prosinci 1949 jako náhradník poté, co rezignovala poslankyně Vlasta Horklová-Damková. V parlamentu setrval do konce funkčního období, tedy do voleb v roce 1954.
Počátkem 50. let byl náměstkem ministra pracovních sil. Od roku 1954 až do roku 1970 byl pracovníkem ministerstva zahraničních věcí. V letech 1954–1957 zastával post velvyslance Československa ve Vietnamu, v letech 1959–1961 velvyslance v Guineji a od roku 1963 do roku 1968 byl ambasadorem ČSSR v Kambodži. Po roce 1968 vyučoval němčinu na Základní škole Petřiny-sever v Praze 6. Pod jménem Vladimír Lamač publikoval články v deníku Lidová demokracie.